# درموت شریف
درموت شریف (انگلیسی: Dermot Sheriff; ۱۰ اوت ۱۹۲۰ – ۱۰ مهٔ ۱۹۹۳) بازیکن بسکتبال اهل جمهوری ایرلند بود. وی در بازی‌های المپیک تابستانی ۱۹۴۸ شرکت کرده‌است.